# IOSYS
IOSYS (イオシス, ioshisu) est un groupe japonais et un cercle doujin, originaire de Sapporo. Le groupe est principalement connu pour avoir produit des réarrangements de la musique de la série de jeux doujin Touhou Project. Ils ne sont pas signés par un label, préférant publier leur musique par le biais de canaux dōjin tels que la convention Comiket et via leur site web. Leur musique parodie souvent des personnages ou des thèmes de jeux tels que ceux du Projet Touhou ou d'Etrian Odyssey d'Atlus.
IOSYS est surtout connu pour les films Flash qui accompagnent ses chansons.

## Vidéos flash
Le premier film Flash est un clip vidéo pour leur chanson originale Farewell 2005 (逝ってよし2005, Itte Yoshi 2005) chantée 2channel's culture, et est publié en avril 2006,. Il est créé par un producteur d'animation dōjin, Kagi (カギ), également connu sous le nom de Locker Room Production. IOSYS propose à Kagi de créer des animations pour eux après avoir été impressionné par l'animation de Kagi intitulée NANAME City.
En mai 2006, IOSYS publie le premier CD d'arrangements du projet Touhou, Tōhō Kazakuraen (東方風櫻宴). ARM, l'un des principaux compositeurs d'IOSYS, rappelle qu'il s'intéressait aux cercles musicaux dojin qui rivalisaient entre eux pour les arrangements de la même musique originale. Il s'inspire de la chanson d'arrangement du Projet Touhou Help me, EIRINNNNN !!! créée par le cercle dōjin COOL&CREATE en 2004. En août 2006, IOSYS publie le deuxième CD d'arrangements du Projet Touhou, Tōhō Otomebayashi (東方乙女囃子). En novembre 2006, ils publient une vidéo promotionnelle utilisant la deuxième piste du CD, Marisa Stole the Precious Thing (魔理沙は大変なものを盗んでいきました, Marisa wa Taihen na Mono wo Nusundeikimashita) dont le film est réalisé par Kagi,, et reçoit un accueil critique positif de la part des visiteurs. Les films flash sont suivis par Stops at the Affected Area and Immediately Dissolves ~ Lunatic Udongein (患部で止まってすぐ溶ける ～ 狂気の優曇華院, Kanbu de Tomatte Sugu Tokeru ~ Kyōki no Udongein) (connu dans les cercles anglophones sous le nom de Overdrive) de leur troisième album d'arrangements Touhou, Rabbi-Tewi (ウサテイ, Usatei) en collaboration avec COOL&CREATE, et Cirno's Perfect Math Class (チルノのパーフェクトさんすう教室, Chiruno no Paafekuto Sansuu Kyoushitsu). Leurs films Flash et leurs vidéos réalisées par des fans ont souvent été téléchargés sur des sites de streaming vidéo tels que Nico Nico Douga et YouTube sans l'autorisation de l'animateur ou d'IOSYS. Ils font sensation sur le forum japonais 2channel, Nico Nico Douga et dans d'autres cercles d'otaku,.
IOSYS a également produit le deuxième générique de fin de Penguin Musume Heart et compose la musique du générique d'ouverture et de fin de Merry Nightmare.